# Amphinecta puka
Amphinecta puka is een spinnensoort uit de familie Desidae. De soort komt voor in Nieuw-Zeeland.